# Andrzej Szmak
Andrzej Szmak – polski dziennikarz, reporter, felietonista, redaktor naczelny dziennika „Nowości” w latach 1990–1995.
Studiował prawo na Uniwersytecie Mikołaja Kopernika w Toruniu. Pisał felietony dla „itd”, „Przeglądu Tygodniowego”, „Wprost”, „Przeglądu Sportowego”. Pracował również dla Polskiego Radia, Polskiej Kroniki Filmowej. Był redaktorem naczelnym „Nowości” w latach 1990–1995 oraz „Ilustrowanego Kuriera Polskiego”. W 2007 roku kandydował na szefa Telewizji Polskiej. W latach 2009–2014 pracował w Biurze Toruńskiego Centrum Miasta. Należał do Stowarzyszenia „Ordynacka”. Otrzymał odznakę honorową „Zasłużony dla Kultury Polskiej”.
Jest pomysłodawcą Festiwalu Piosenki i Ballady Filmowej. 
Maria Dłużewska, autorka serialu dokumentalnego „Rzeczpospolita niesprawiedliwa” poświęconego historii porwań toruńskich, w piątym odcinku pt. „Bestie” oskarżyła Szmaka o zmowę z obrończynią jednego z esbeków, co miało zaszkodzić porwanemu w 1984 roku Antoniemu Mężydle. Zdaniem autorki Szmak miał doprowadzić do zablokowania emisji odcinka. W rozmowie z „Rzeczpospolitą” Szmak oskarżył Dłużewską o pomówienie.